# Schermbloembladgalmug
De schermbloembladgalmug (Macrolabis heraclei) is een muggensoort uit de familie van de galmuggen (Cecidomyiidae). De wetenschappelijke naam van de soort is voor het eerst geldig gepubliceerd in 1862 door Kaltenbach.